# سینالکو
سینالکو (به آلمانی: Sinalco) نام تجاری گونه‌ای از نوشیدنی‌های غیر الکلی است که در سال ۱۹۰۲ به بازار عرضه شده و اکنون در بیش از چهل کشور دارای بازار فروش است. سینالکو قدیمی‌ترین نام تجاری نوشابه در اروپا است. شرکت سینالکو اینترنشنال، در دویسبورگ آلمان تولید می شود.